# Eurocopa de Basquetebol de 2020-21
A Eurocopa de Basquete de 2020-21, também conhecida por 7DAYS Eurocup por motivos de patrocinadores, foi a competição continental de clubes de segundo nível organizada pela Euroleague Basketball. A temporada 2020-21 será a 19ª edição do evento e a quarta com o patrocinador 7DAYS.

## Equipes participantes
| Temporada Regular         | Temporada Regular        | Temporada Regular         | Temporada Regular        |
| ------------------------- | ------------------------ | ------------------------- | ------------------------ |
| AS Mônaco                 | Frutti Extra Bursaspor   | Lokomotiv Kuban Krasnodar | ratiopharm Ulm           |
| Bahçeşehir Koleji         | Germani Brescia Leonessa | MoraBanc Andorra          | Telenet Giants Antwerp   |
| Boulogne Metropolitans 92 | Herbalife Gran Canaria   | Mornar Bar                | Virtus Segafredo Bologna |
| Budućnost VOLI            | JB Bourg                 | Nanterre 92               | Umana Reyer Venezia      |
| Cedevita Olimpija         | Joventut Badalona        | Partizan NIS              | Unicaja Málaga           |
| Dolomiti Energia Trento   | Lietkabelis Panevezis    | Promitheas Patras         | UNICS                    |

## Temporada Regular
No atual formato de disputa as equipes jogam entre si em turno e returno dentro do grupo em dez rodadas, sendo que os quatro melhores classificados ingressam para o TOP16. Esta etapa é disputada entre 29 de setembro de 2020 e 16 de dezembro de 2021.

### Grupo A
| Pos | Clube               | J  | V | D | P+  | P-  | SP   | Classificação              |       | C/V   | BAH   | JOV   | JLB   | PAR    | UMA   | UNC |
| --- | ------------------- | -- | - | - | --- | --- | ---- | -------------------------- | ----- | ----- | ----- | ----- | ----- | ------ | ----- | --- |
| 1   | Joventut Badalona   | 10 | 8 | 2 | 849 | 783 | 66   | Classificados para o Top16 | BAH   |       | 72-91 | 82-99 | 76-82 | 108-74 | 67-70 |     |
| 2   | UNICS               | 10 | 6 | 4 | 827 | 797 | 30   | Classificados para o Top16 | JOV   | 77-87 |       | 90-75 | 85-82 | 92-78  | 84-77 |     |
| 3   | JL Bourg            | 10 | 6 | 4 | 810 | 777 | 33   | Classificados para o Top16 | JLB   | 79-77 | 77-84 |       | 73-71 | 87-59  | 74-86 |     |
| 4   | Partizan NIS        | 10 | 6 | 4 | 810 | 784 | 26   | Classificados para o Top16 | PAR   | 88-75 | 78-75 | 76-89 |       | 95-73  | 89-86 |     |
| 5   | Bahçeşehir Koleji   | 10 | 2 | 8 | 810 | 827 | -17  |                            | UMA   | 88-82 | 75-89 | 76-86 | 59-79 |        | 85-78 |     |
| 6   | Umana Reyer Venezia | 10 | 2 | 8 | 744 | 882 | -138 | UNC                        | 89-88 | 91-93 | 76-71 | 93-70 | 90-87 |        |       |     |

### Grupo B
| Pos | Clube                     | J  | V | D | P+  | P-  | SP  | Classificação              |       | C/V   | BOU   | BUD   | GER   | MOR   | RAT   | UNI |
| --- | ------------------------- | -- | - | - | --- | --- | --- | -------------------------- | ----- | ----- | ----- | ----- | ----- | ----- | ----- | --- |
| 1   | Boulogne Metropolitans 92 | 10 | 7 | 3 | 809 | 786 | 23  | Classificados para o Top16 | BOU   |       | 83-89 | 86-81 | 78-65 | 72-65 | 90-80 |     |
| 2   | Unicaja Málaga            | 10 | 7 | 3 | 875 | 811 | 64  | Classificados para o Top16 | BUD   | 71-73 |       | 93-81 | 78-84 | 73-68 | 66-90 |     |
| 3   | Mornar Bar                | 10 | 5 | 5 | 788 | 805 | -17 | Classificados para o Top16 | GER   | 70-75 | 66-75 |       | 77-75 | 87-84 | 79-83 |     |
| 4   | Budućnost VOLI            | 10 | 5 | 5 | 785 | 785 | 0   | Classificados para o Top16 | MOR   | 89-78 | 85-82 | 95-76 |       | 66-82 | 90-80 |     |
| 5   | ratiopharm Ulm            | 10 | 4 | 6 | 786 | 773 | 13  |                            | RAT   | 80-86 | 73-77 | 88-76 | 84-76 |       | 78-81 |     |
| 6   | Germani Brescia           | 10 | 2 | 8 | 749 | 832 | -83 | UNI                        | 96-88 | 91-87 | 86-69 | 98-72 | 90-94 |       |       |     |

### Grupo C
| Pos | Clube                    | J  | V  | D | P+  | P-  | SP   | Classificação              |       | C/V    | ASM     | LOK   | LIE   | MOA   | VIR   | TEL |
| --- | ------------------------ | -- | -- | - | --- | --- | ---- | -------------------------- | ----- | ------ | ------- | ----- | ----- | ----- | ----- | --- |
| 1   | Virtus Segafredo Bologna | 10 | 10 | 0 | 861 | 745 | 116  | Classificados para o Top16 | ASM   |        | 72-88   | 82-57 | 66-64 | 68-74 | 96-64 |     |
| 2   | Lokomotiv Kuban          | 10 | 8  | 2 | 910 | 811 | 99   | Classificados para o Top16 | LOK   | 76-72  |         | 94-90 | 76-61 | 83-89 | 89-72 |     |
| 3   | AS Mônaco                | 10 | 6  | 4 | 786 | 724 | 62   | Classificados para o Top16 | LIE   | 64-88  | 76-105  |       | 77-69 | 61-76 | 80-73 |     |
| 4   | MoraBanc Andorra         | 10 | 3  | 7 | 746 | 776 | -30  | Classificados para o Top16 | MOA   | 76-82  | 100-106 | 76-66 |       | 66-82 | 82-69 |     |
| 5   | Lietkabelis Panevezys    | 10 | 2  | 8 | 721 | 831 | -110 |                            | VIR   | 94-85  | 85-79   | 82-73 | 92-81 |       | 92-73 |     |
| 6   | Telenet Giants Antwerp   | 10 | 1  | 9 | 734 | 871 | -137 | TEL                        | 67-75 | 94-114 | 82-73   | 60-71 | 76-95 |       |       |     |

### Grupo D
| Pos | Clube                   | J  | V | D | P+  | P-  | SP   | Classificação              |        | C/V   | CED    | DOL    | FRU   | HER     | NAN   | PRO |
| --- | ----------------------- | -- | - | - | --- | --- | ---- | -------------------------- | ------ | ----- | ------ | ------ | ----- | ------- | ----- | --- |
| 1   | Herbalife Gran Canaria  | 10 | 8 | 2 | 831 | 765 | 66   | Classificados para o Top16 | CED    |       | 87-65  | 104-88 | 84-68 | 75-63   | 77-73 |     |
| 2   | Cedevita Olimpija       | 10 | 7 | 3 | 838 | 737 | 101  | Classificados para o Top16 | DOL    | 61-51 |        | 89-80  | 56-67 | 102-104 | 78-51 |     |
| 3   | Dolomiti Energia Trento | 10 | 6 | 4 | 738 | 713 | 25   | Classificados para o Top16 | FRU    | 80-97 | 86-93  |        | 76-94 | 102-92  | 84-93 |     |
| 4   | Nanterre 92             | 10 | 4 | 6 | 791 | 806 | -15  | Classificados para o Top16 | HER    | 90-82 | 71-61  | 89-76  |       | 94-82   | 98-83 |     |
| 5   | Frutti Extra Bursaspor  | 10 | 3 | 7 | 853 | 907 | -54  |                            | NAN    | 80-76 | 65-71  | 90-91  | 90-74 |         | 91-70 |     |
| 6   | Promitheas Patras       | 10 | 2 | 8 | 757 | 880 | -123 | PRO                        | 69-105 | 80-89 | 75-100 | 75-86  | 88-72 |         |       |     |

## Top 16 (Segunda fase)

### Grupo E
| Pos | Clube             | J | V | D | P+  | P-  | SP  | Classificação    |       | C/V   | ASM   | JOV   | NAN   | UNI |
| --- | ----------------- | - | - | - | --- | --- | --- | ---------------- | ----- | ----- | ----- | ----- | ----- | --- |
| 1   | AS Mônaco         | 6 | 5 | 1 | 548 | 480 | 68  | Quartas de Final | ASM   |       | 97-82 | 98-94 | 90-71 |     |
| 2   | Joventut Badalona | 6 | 4 | 2 | 523 | 523 | 0   | Quartas de Final | JOV   | 79-72 |       | 95-90 | 77-90 |     |
| 3   | Nanterre 92       | 6 | 2 | 4 | 509 | 538 | -29 |                  | NAN   | 65-93 | 88-95 |       | 80-74 |     |
| 4   | Unicaja Málaga    | 6 | 1 | 5 | 493 | 532 | -39 | UNI              | 89-98 | 86-95 | 83-92 |       |       |     |

### Grupo F
| Pos | Clube                     | J | V | D | P+  | P-  | SP  | Classificação     |       | C/V   | BOU    | DOL   | LOK   | PAR |
| --- | ------------------------- | - | - | - | --- | --- | --- | ----------------- | ----- | ----- | ------ | ----- | ----- | --- |
| 1   | Boulogne Metropolitans 92 | 6 | 4 | 2 | 435 | 441 | -6  | Quartas de Finais | BOU   |       | 92-86  | 61-83 | 79-62 |     |
| 2   | Lokomotiv Kuban           | 6 | 3 | 3 | 489 | 464 | 25  | Quartas de Finais | DOL   | 67-57 |        | 96-84 | 69-54 |     |
| 3   | Dolomiti Energia Trento   | 6 | 3 | 3 | 441 | 446 | -5  |                   | LOK   | 79-83 | 100-86 |       | 74-67 |     |
| 4   | Partizan NIS              | 6 | 2 | 4 | 395 | 409 | -14 | PAR               | 70-75 | 71-43 | 71-69  |       |       |     |

### Grupo G
| Pos | Clube                    | J | V | D | P+  | P-  | SP  | Classificação     |       | C/V   | BUD   | CED    | JLB    | VIR |
| --- | ------------------------ | - | - | - | --- | --- | --- | ----------------- | ----- | ----- | ----- | ------ | ------ | --- |
| 1   | Virtus Segafredo Bologna | 6 | 6 | 0 | 549 | 470 | 79  | Quartas de Finais | BUD   |       | 79-66 | 108-80 | 89-99  |     |
| 2   | Budućnost VOLI           | 6 | 3 | 3 | 504 | 495 | 9   | Quartas de Finais | CED   | 74-71 |       | 94-91  | 98-108 |     |
| 3   | Cedevita Olimpija        | 6 | 3 | 3 | 478 | 486 | -8  |                   | JLB   | 89-92 | 64-77 |        | 87-99  |     |
| 4   | JL Bourg                 | 6 | 0 | 6 | 473 | 553 | -80 | VIR               | 87-65 | 90-76 | 83-62 |        |        |     |

### Grupo H
| Pos | Clube                  | J | V | D | P+  | P-  | SP  | Classificação     |       | C/V   | HER     | MOR   | MOA   | UNC |
| --- | ---------------------- | - | - | - | --- | --- | --- | ----------------- | ----- | ----- | ------- | ----- | ----- | --- |
| 1   | UNICS                  | 6 | 5 | 1 | 494 | 418 | 76  | Quartas de Finais | HER   |       | 100-102 | 63-66 | 96-90 |     |
| 2   | Herbalife Gran Canaria | 6 | 3 | 3 | 485 | 486 | -1  | Quartas de Finais | MOR   | 81-85 |         | 71-74 | 70-87 |     |
| 3   | MoraBanc Andorra       | 6 | 3 | 3 | 432 | 432 | 0   |                   | MOA   | 74-79 | 89-61   |       | 66-73 |     |
| 4   | Mornar Bar             | 6 | 1 | 5 | 446 | 521 | -75 | UNC               | 73-62 | 86-61 | 85-63   |       |       |     |

## Playoffs

### Confrontos
|  | Quartas-de-final | Quartas-de-final          | Quartas-de-final       |            |                          | Semifinais | Semifinais | Semifinais |  |  | Final | Final  | Final |
|  |                  |                           |                        |            |                          |            |            |            |  |  |       |        |       |
|  |                  | Monaco                    | 2                      |            |                          |            |            |            |  |  |       |        |       |
|  |                  | Budućnost                 | 1                      |            |                          |            |            |            |  |  |       |        |       |
|  |                  | Budućnost                 | 1                      |            | Monaco                   | 2          |            |            |  |  |       |        |       |
|  |                  |                           |                        |            | Monaco                   | 2          |            |            |  |  |       |        |       |
|  |                  |                           | Herbalife Gran Canaria | 0          |                          |            |            |            |  |  |       |        |       |
|  |                  | Boulogne Metropolitans 92 | Herbalife Gran Canaria | 0          | 0                        |            |            |            |  |  |       |        |       |
|  |                  | Boulogne Metropolitans 92 |                        |            | 0                        |            |            |            |  |  |       |        |       |
|  |                  | Herbalife Gran Canaria    | 2                      |            |                          |            |            |            |  |  |       |        |       |
|  |                  |                           |                        |            |                          |            |            |            |  |  |       | Monaco | 2     |
|  |                  |                           |                        | UNICS Cazã | 0                        |            |            |            |  |  |       |        |       |
|  |                  | Segafredo Virtus Bologna  | 2                      |            |                          |            |            |            |  |  |       |        |       |
|  |                  | Joventut Badalona         | 0                      |            |                          |            |            |            |  |  |       |        |       |
|  |                  | Joventut Badalona         | 0                      |            | Segafredo Virtus Bologna | 1          |            |            |  |  |       |        |       |
|  |                  |                           |                        |            | Segafredo Virtus Bologna | 1          |            |            |  |  |       |        |       |
|  |                  |                           | UNICS Cazã             | 2          |                          |            |            |            |  |  |       |        |       |
|  |                  | UNICS Cazã                | UNICS Cazã             | 2          | 2                        |            |            |            |  |  |       |        |       |
|  |                  | UNICS Cazã                |                        |            | 2                        |            |            |            |  |  |       |        |       |
|  |                  | Lokomotiv Kuban           | 1                      |            |                          |            |            |            |  |  |       |        |       |

#### Quartas de final
| Time 1                    | Série | Time 2                 | 1º Jogo | 2º Jogo | 3º Jogo |
| ------------------------- | ----- | ---------------------- | ------- | ------- | ------- |
| Monaco                    | 2 - 1 | Budućnost              | 76 - 77 | 74 - 64 | 90 - 87 |
| Boulogne Metropolitans 92 | 0 - 2 | Herbalife Gran Canaria | 74 - 84 | 64 - 66 |         |
| Segafredo Virtus Bologna  | 2 - 0 | Joventut Badalona      | 80 - 75 | 84 - 78 |         |
| UNICS Cazã                | 2 - 1 | Lokomotiv Kuban        | 94 - 88 | 74 - 86 | 82 - 78 |

#### Semifinal
| Time 1                   | Série | Time 2                 | 1º Jogo | 2º Jogo | 3º Jogo   |
| ------------------------ | ----- | ---------------------- | ------- | ------- | --------- |
| Monaco                   | 2 - 0 | Herbalife Gran Canaria | 82 - 77 | 76 - 74 |           |
| Segafredo Virtus Bologna | 1 - 2 | UNICS Cazã             | 80 - 76 | 81 - 85 | 100 - 107 |

#### Final
| Time 1 | Série | Time 2     | 1º Jogo | 2º Jogo | 3º Jogo |
| ------ | ----- | ---------- | ------- | ------- | ------- |
| Monaco | 2 - 0 | UNICS Cazã | 89 - 87 | 86 - 83 |         |

## Campeões
| 7days EuroCopa 2020-21 Campeões |
| ------------------------------- |
| Monaco 1º Título                |

## MVP por rodada
| Temporada Regular | Temporada Regular    | Temporada Regular         | Temporada Regular | Temporada Regular |
| Rodada            | Jogador              | Clube                     | Índice            | Ref.              |
| ----------------- | -------------------- | ------------------------- | ----------------- | ----------------- |
| 1                 | Troy Caupain         | ratiopharm Ulm            | 34                | [ 4 ]             |
| 2                 | Willie Reed          | Budućnost VOLI            | 30                | [ 5 ]             |
| 3                 | Alan Williams        | Lokomotiv Kuban           | 33                | [ 6 ]             |
| 4                 | Gytis Masiulis       | Lietkabelis Panevezys     | 38                | [ 7 ]             |
| 5                 | Pierre Pelos         | JL Bourg                  | 33                | [ 8 ]             |
| 6                 | Alan Williams (2)    | Lokomotiv Kuban           | 36                | [ 9 ]             |
| 7                 | Dylan Osetkowski     | ratiopharm Ulm            | 41                | [ 10 ]            |
| 8                 | Jamal Jones          | Bahçeşehir Koleji         | 38                | [ 11 ]            |
| 9                 | Isaiah Canaan        | UNICS                     | 39                | [ 12 ]            |
| 10                | Assem Marei          | Boulogne Metropolitans 92 | 37                | [ 13 ]            |
| Top 16            |                      |                           |                   |                   |
| 1                 | Isaiah Whitehead     | Mornar Bar                | 30                | [ 14 ]            |
| 2                 | Luke Maye            | Dolomiti Energia Trento   | 34                | [ 15 ]            |
| 3                 | Jaka Blažič          | Cedevita Olimpija         | 41                | [ 16 ]            |
| 4                 | Alpha Kaba           | Nanterre 92               | 33                | [ 17 ]            |
| 5                 | Jaime Fernández      | Unicaja Málaga            | 33                | [ 18 ]            |
| 6                 | Mindaugas Kuzminskas | Lokomotiv Kuban           | 33                | [ 19 ]            |

### Time ideal da Eurocopa de 2020-21
- Miloš Teodosić (Virtus Bologna)
- Jamar Smith (UNICS)
- Isaia Cordinier (Nanterre)
- Mathias Lessort (Monaco)
- Willie Reed (Budućnost)